# 小星头啄木鸟
小星头啄木鸟（学名：Yungipicus kizuki）为啄木鸟科啄木鸟属的鸟类。该物种的模式产地在日本。

## 亚种
- 小星头啄木鸟东北亚种（学名：Yungipicus kizuki permutatus）。在中国大陆，分布于辽宁等地。该物种的模式产地在西伯利亚。[2]
- 小星头啄木鸟东陵亚种（学名：Yungipicus kizuki wilderi）。在中国大陆，分布于河北、山东等地。该物种的模式产地在河北。[3]